# 樊亢
樊亢（1924年5月—2019年9月23日），河南汲县人，中国经济学家，中国社会科学院世界经济与政治研究所研究员，中国社会科学院荣誉学部委员。
2019年9月23日，于北京协和医院因病逝世，享寿95岁。